# Liplawe
Liplawe (ukr. Ліпляве) – wieś na Ukrainie, w obwodzie czerkaskim, w rejonie czerkaskim. W 2001 liczyła 2069 mieszkańców, wśród których 1975 jako ojczysty język wskazało ukraiński, 87 rosyjski, 1 białoruski, a 6 ormiański.

## Urodzeni
- Andrij Liwycki